# Braunsapis calidula
Braunsapis calidula är en biart som först beskrevs av Cockerell 1908.  Braunsapis calidula ingår i släktet Braunsapis och familjen långtungebin. Inga underarter finns listade.